# زاغ أبقع
الزاغ أبقع أو غراب البَيْن (الاسم العلمي: Corvus albus) نوع من جنس الغربان منتشر في أفريقيا جنوب الصحراء.